# ادعاءات طول العمر
ادعاءات طول العمر هي حالات غير مؤكدة لطول عمر الإنسان المزعوم. ويشار إلى أولئك الذين يؤكدون أن متوسط العمر المتوقع لديهم يبلغ 110 أعوام أو أكثر باسم المعمرين الفائقين. ولا يوجد لدى الكثير منهم أي تحقق رسمي أو مدعوم بأدلة جزئية فقط. وتنعكس الحالات التي تم فيها التحقق من طول العمر بالكامل، وفقًا للمعايير الحديثة لأبحاث طول العمر، في قائمة ثابتة من المعمرين الفائقين استنادًا إلى عمل منظمات مثل مجموعة أبحاث الشيخوخة أو موسوعة غينيس للأرقام القياسية. تسرد هذه المقالة ادعاءات حية أكبر من ادعاء أكبر شخص حي تم التحقق من عمره بشكل مستقل، وهي البرازيلية إيناه كانابارو لوكاس [الإنجليزية]، التي تبلغ من العمر 116 سنوات و286 أيام، وادعاءات متوفاة أكبر من ادعاء أكبر شخص على الإطلاق تم التحقق من عمره، وهي الفرنسية جين كالمينت، التي توفيت عن عمر يناهز 122 عامًا و164 يومًا. الحد الأقصى لكلا القائمتين هو 130 عامًا.

## الوضع العلمي
قبل القرن التاسع عشر، لم تكن هناك أدلة كافية لإثبات أو دحض طول العمر المئوي. وحتى اليوم، لا يوجد حد نظري ثابت لطول عمر الإنسان. تشير الدراسات في الديموغرافيا الحيوية لطول عمر الإنسان إلى قانون تباطؤ معدل الوفيات في أواخر العمر: حيث تستقر معدلات الوفيات في الأعمار المتقدمة إلى هضبة معدل الوفيات في أواخر العمر. وهذا يعني أنه لا يوجد حد أعلى ثابت لطول عمر الإنسان، أو أقصى عمر ثابت للإنسان. وجد باحثون في الدنمارك طريقة لتحديد موعد ولادة الشخص المتوفى باستخدام تأريخ الكربون المشع الذي يتم على عدسة العين.

## التصنيف
بدأت موسوعة غينيس للأرقام القياسية منذ إنشائها في عام 1955 في الاحتفاظ بقائمة تضم أكبر الأشخاص سنًا. ثم تطورت إلى قائمة تضم جميع المعمرين الذين تم التحقق من عمرهم بثلاث وثائق على الأقل، في عملية موحدة، وفقًا لمعايير أبحاث طول العمر الحديثة.[بحاجة لمصدر] لقد تم دحض العديد من الحالات غير المؤكدة («الادعاءات» أو «التقاليد») من قبل مصادر موثوقة. مع الأخذ في الاعتبار البيانات الديموغرافية الموثوقة، فإن هذه الحالات غير المؤكدة تختلف على نطاق واسع في معقوليتها.

## ادعاءات تم التحقق منها بالكامل

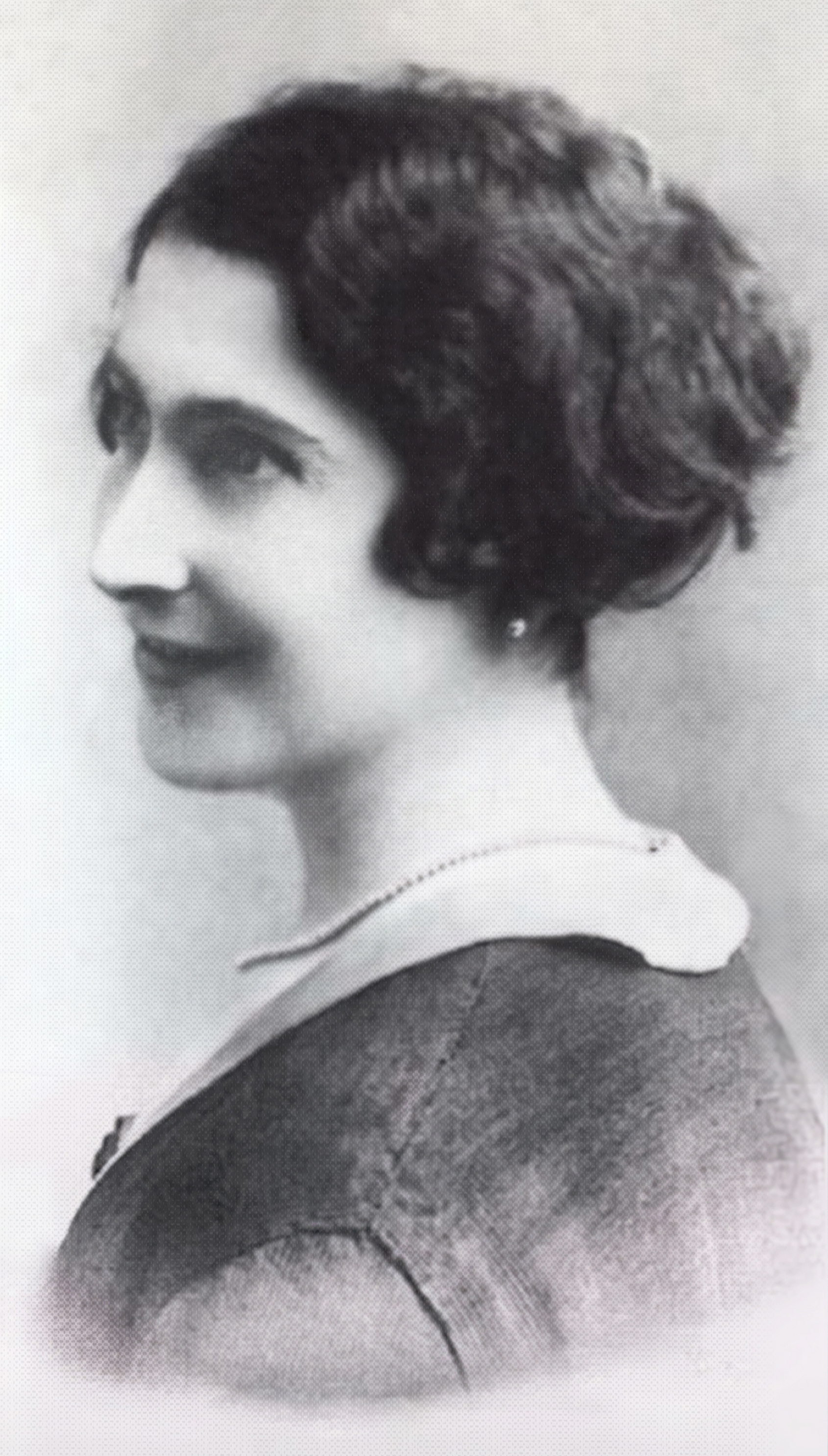
جين كالمينت

- الشخص الأكبر سناً الذي تم التحقق منه حسب المعايير الحديثة، والشخص الوحيد الذي يوجد دليل على أنه عاش حتى بلغ 120 عامًا على الأقل، هي المرأة الفرنسية جين كالمينت (21 فبراير 1875 – 4 أغسطس 1997)، التي يبلغ عمرها 122 عامًا و164 يومًا.
- الرجل الأكبر سناً الذي تم التحقق منه حسب المعايير الحديثة، والرجل الوحيد الذي يوجد دليل لا جدال فيه على أنه عاش أكثر من 115 عاماً، هو الرجل الياباني جيرويمون كيمورا (19 أبريل 1897 – 12 يونيو 2013)، الذي بلغ عمره 116 عاماً و54 يوماً.
- أكبر شخص حي تم التحقق من صحته هي امرأة برازيلية تدعى إيناه كانابارو لوكاس [الإنجليزية]، ولدت في 8 يونيو 1908، وعمرها 116 سنوات و286 أيام.
- أكبر رجل معمر على قيد الحياة هو البرازيلي جواو مارينيو نيتو، المولود في 5 أكتوبر 1912، وعمره 112 سنوات و167 أيام.

## مشاكل في التوثيق
في العديد من الطبعات من الستينيات وحتى الثمانينيات، ذكرت غينيس أن
لا يوجد موضوع واحد أكثر غموضًا بسبب الغرور والخداع والزيف والاحتيال المتعمد من طول عمر الإنسان.
على الرغم من هذا التحذير، أدرجت موسوعة غينيس في الوقت نفسه كنديًا يُدعى بيير جوبيرت كأكبر شخص عاش على الإطلاق، مع وجود دليل وثائقي «لا يمكن دحضه» يُظهر أنه ولد في عام 1701 وتوفي في عام 1814 – تم اكتشاف لاحقًا أن الأب المولود في عام 1701 وابنه المولود في عام 1732 قد تم دمجهما، وتم إزالة جوبيرت من قوائم المعمرين.
في حالة أخرى، تم إزالة التحقق من هوية لوسي هانا، التي كان يُعتقد سابقًا أنها بلغت سن 117 عامًا، في عام 2020 بعد اكتشاف مستندات إضافية.
وعلى الرغم من الأدلة الديموغرافية التي تشير إلى الحدود القصوى المعروفة لطول العمر في العصر الحديث، فإن القصص الواردة في المصادر الموثوقة لا تزال تظهر بانتظام، وتؤكد أن هذه الحدود القصوى قد تم تجاوزها. ويتطلب التحقق العلمي المسؤول والحديث من طول عمر الإنسان التحقيق في السجلات التي تتابع حياة الفرد منذ ولادته حتى الوقت الحاضر (أو حتى وفاته)؛ وعادة ما تفشل مزاعم طول العمر المزعومة التي تخرج عن السجلات المثبتة في اجتياز مثل هذا التدقيق.
صرح الخبير الاكتواري والتر جي. باورمان أن الادعاءات الباطلة حول طول العمر تنشأ بشكل رئيسي في المناطق النائية غير المتقدمة، بين الشعوب الأمية، مع توفر شهادة الأسرة فقط كدليل. وهذا يعني أن الأشخاص الذين يعيشون في مناطق من العالم ذات موارد أكثر شمولاً تاريخيًا لحفظ السجلات يميلون إلى الاحتفاظ بمزيد من المطالبات بطول العمر، بغض النظر عما إذا كان الأفراد في أجزاء أخرى من العالم قد عاشوا أطول أم لا.
في الفترة الانتقالية لحفظ السجلات، تميل السجلات إلى الوجود للطبقة الغنية والطبقة المتوسطة العليا، ولكنها غالبًا ما تكون متقطعة وغير موجودة للطبقة المتوسطة والفقراء. في الولايات المتحدة، لم يبدأ تسجيل المواليد في ولاية مسيسيبي حتى عام 1912 ولم يكن عالميًا حتى عام 1933. وبالتالي، في العديد من حالات طول العمر، لا يوجد سجل ولادة فعلي. يصنف علماء الشيخوخة هذا النوع من الحالات على أنه «مُثبت جزئيًا».

### السجلات التقريبية
وبما أن بعض الحالات تم تسجيلها في تعداد سكاني أو في مصادر موثوقة أخرى، فإن الأدلة التي يمكن الحصول عليها قد تكمل التحقق الكامل.
- ماجي بارنز: ادعت بارنز أنها كانت تبلغ من العمر 117 عامًا عند وفاتها في 19 يناير 1998.[13] بارنز، التي ولدت لعبد سابق وتزوجت من مزارع مستأجر، أنجبت خمسة عشر طفلاً، توفي منهم 11 قبلها.[13] تشير السجلات غير المتسقة إلى أنها ولدت في 6 مارس 1882 على أقصى تقدير، ولكن ربما قبل عام. الاستنتاج هو أن بارنز كانت تبلغ من العمر 115 عامًا و319 يومًا على الأقل عند وفاتها، وربما كانت أكبر منها بعام أو عامين.[بحاجة لمصدر]

### سجلات أواخر العمر
في نوع آخر من الحالات، السجلات الوحيدة الموجودة هي وثائق أواخر العمر. نظرًا لأن التضخم العمري يحدث غالبًا في مرحلة البلوغ (لتجنب الخدمة العسكرية أو التقدم بطلب للحصول على معاش مبكرًا)، أو لأن الحكومة ربما تكون قد بدأت في حفظ السجلات أثناء حياة الفرد، فإن بعض الحالات غير مؤكدة من خلال سجلات تقريبية.[بحاجة لتوضيح] من غير المرجح أن تكون هذه الحالات غير المؤكدة صحيحة (لأن السجلات مكتوبة لاحقًا)، ولكنها لا تزال ممكنة. لم تخضع روايات طول العمر للتدقيق الصارم حتى عمل ويليام ثومز [الإنجليزية] في عام 1873. اقترح ثومز اختبار عيد الميلاد المائة: هل هناك دليل يدعم عمر الفرد الذي يدعيه في ما سيكون عيد ميلاده المئوي؟ لا يثبت هذا الاختبار عمر الشخص، ولكنه يزيل المبالغات النموذجية في مطالبات طول العمر للمعاش التقاعدي والادعاءات العفوية بأن أحد الأقارب تجاوز 150 عامًا.
- هانا باريسيفيتش: ادعت باريسيفيتش أنها كانت تبلغ من العمر 118 عامًا.[16] لا يمكن التحقق من ذلك أو دحضه من السجلات البيلاروسية. هذا الادعاء ممكن ديموغرافيًا ولكن لم يتم التحقق منه بشكل كامل.
- باسيخات دجوكالاييفا [الإنجليزية]: في عام 2004، ذكرت صحيفة موسكو تايمز أن دجوكالاييفا، من الشيشان، ادعت أنها ولدت في عام 1881 (122 عامًا). هذا الادعاء ممكن ولكن لم يتم التحقق منه بشكل كامل. لم يتم الإبلاغ عن وفاتها منذ ذلك الوقت، لذلك لم يتم التحقق من عمرها أكثر من 122 عامًا.[17]
- سوزي برونسون: ذكرت مجلة إيبوني في عام 1973 أنها كانت تتمتع بصحة جيدة في عمر 102 عامًا، وهو أول ادعاء رئيسي بطول عمرها.[18] تم ذكرها لاحقًا في عام 1975، عندما ادعت صحف مختلفة أنها كانت تحتفل بعيد ميلادها الخامس عشر بعد المائة.[19] زعمت مقالة في مجلة المتحدث الرسمي–المراجعة أن برونسون تلقت مكالمة من الرئيس رونالد ريجان في عيد ميلادها الثالث عشر بعد المائة في عام 1983[20] (وتزعم العديد من الصحف الأخرى أن عضو الكونجرس من نيويورك رايموند جي. ماكغراث حضر عيد ميلاد برونسون، وأطلق عليها لقب أكبر شخص في البلاد)،[21] وتظهر مقالات أخرى كتبت عن طول عمرها لاحقًا.[22][23] تظهر نعيها في صحيفة ستار نيوز[24] وصحيفة نيويورك تايمز.[25] ادعت عائلتها أنها ولدت في 25 ديسمبر 1870 وعاشت حتى سن 123 عامًا، وتوفيت في أواخر نوفمبر 1994.[25]

## التقارير مع تاريخ الميلاد الكامل
هذه قوائم موحدة للأشخاص الذين لا تزال أعمارهم غير مؤكدة بسجلات تقريبية، بما في ذلك الحالات الحديثة (في عصر غينيس) والحالات التاريخية. يتم إدراج جميع الحالات التي لا تدعم فيها سجلات عمر الفرد المئوي (حتى الآن) بسجلات كافية لمعايير أبحاث طول العمر الحديثة على أنها غير مؤكدة. قد تكون صحيحة فعليًا، حتى لو لم توجد سجلات (أو لم يتم العثور عليها بعد)، لذا فإن مثل هذه القوائم تشمل هذه الحالات غير المؤكدة.

### مؤخرًا
تم تحديث حالات المعمرين الأحياء الفائقة العمر هذه، بترتيب تنازلي للعمر المزعوم، مع تاريخ الميلاد الكامل وتواريخ المراجعة، خلال العامين الماضيين، ولكن لم يتم التحقق من العمر المزعوم لهم من قبل هيئة مستقلة مثل مجموعة أبحاث الشيخوخة أو موسوعة غينيس للأرقام القياسية. تتضمن القائمة فقط تلك المطالبات التي يزيد عمرها عن عمر أكبر شخص حي تم التحقق منه، إينا كانابارو لوكاس، الذي يبلغ عمره حاليًا 116 عامًا و218 يومًا، ولكن أقل من 130 عامًا.
| الاسم                        | الجنس | تاريخ الميلاد المذكور | العمر المزعوم       | البلد        | آخر تقرير     | م.                   |
| ---------------------------- | ----- | --------------------- | ------------------- | ------------ | ------------- | -------------------- |
| سيفاناندا [الإنجليزية]       | ذكر   | 8 أغسطس 1896          | 128 سنوات و225 أيام | الهند        | 11 أغسطس 2024 | [ 26 ] [ 27 ] [ 28 ] |
| مانويل جارسيا هيرنانديز      | ذكر   | 24 ديسمبر 1896        | 128 سنوات و87 أيام  | المكسيك      | 2 فبراير 2024 | [ 29 ] [ 30 ]        |
| مرسيدس شامي دوجيراما         | أنثى  | 13 مارس 1898          | 127 سنوات و8 أيام   | بنما         | 10 أغسطس 2023 | [ 31 ]               |
| عائشة بايري                  | أنثى  | 1 يوليو 1898          | 126 سنوات و263 أيام | تركيا        | 21 يونيو 2024 | [ 32 ]               |
| مارسيلينو أباد تولينتينو     | ذكر   | 5 أبريل 1900          | 124 سنوات و350 أيام | بيرو         | 6 أبريل 2024  | [ 33 ] [ 34 ] [ 35 ] |
| سيباستياو باتيستا دوس سانتوس | ذكر   | 15 مارس 1902          | 123 سنوات و6 أيام   | البرازيل     | 15 مارس 2024  | [ 36 ] [ 37 ]        |
| حسين الميساوي                | ذكر   | 17 مايو 1904          | 120 سنوات و308 أيام | تونس         | 5 يونيو 2023  | [ 38 ]               |
| ماريا فيكنتيفنا كونونوفيتش   | أنثى  | 27 مايو 1904          | 120 سنوات و298 أيام | بيلاروس      | 18 يناير 2023 | [ 39 ] [ 40 ] [ 41 ] |
| ماريا لويزا                  | أنثى  | 3 فبراير 1905         | 120 سنوات و46 أيام  | موزمبيق      | 6 سبتمبر 2023 | [ 42 ]               |
| روزا زويلا هيجويرا فيلانديا  | أنثى  | 23 أغسطس 1906         | 118 سنوات و210 أيام | كولومبيا     | 9 مارس 2023   | [ 43 ]               |
| مارغريت ماريتز               | أنثى  | 27 سبتمبر 1906        | 118 سنوات و175 أيام | جنوب إفريقيا | 2 أكتوبر 2024 | [ 44 ] [ 45 ]        |
| خوسيه فلوريس فلوريس          | ذكر   | 11 يوليو 1907         | 117 سنوات و253 أيام | كوستاريكا    | 12 يوليو 2024 | [ 46 ] [ 47 ]        |

### الماضي
يحتوي هذا الجدول على ادعاءات المعمرين الذين تجاوزوا المائة عام مع تاريخ وفاة معروف أو لم يتم تأكيد ذلك لأكثر من عامين. لا يتم تضمين سوى المطالبات التي تزيد عن مطالبة جين كالمينت، التي توفيت عن عمر 122 عامًا و164 يومًا ولكن أقل من 130 عامًا. يتم إدراجهم حسب ترتيب العمر اعتبارًا من تاريخ الوفاة أو تاريخ آخر تسجيل لوفاتهم.
| الاسم                                    | الجنس | تاريخ الميلاد المذكور | تاريخ الوفاة / تاريخ التقرير الأخير | العمر المُعلن عنه    | البلد                               | م.                              |
| ---------------------------------------- | ----- | --------------------- | ----------------------------------- | ------------------- | ----------------------------------- | ------------------------------- |
| علي بن محمد العامري                      | ذكر   | 5 أكتوبر 1880         | ازدهر 30 سبتمبر 2010                | 129 سنوات و360 أيام | تونس                                | [ 48 ] [ 49 ]                   |
| كوكو إستامبولوفا                         | أنثى  | 1 يونيو 1889          | 27 يناير 2019                       | 129 سنوات و240 أيام | روسيا                               | [ 50 ]                          |
| خوسيه أغوينيلو دوس سانتوس                | ذكر   | 7 يوليو 1888          | 20 ديسمبر 2017                      | 129 سنوات و166 أيام | البرازيل                            | [ 51 ]                          |
| ماريا دو كارمو جيرونيمو [الإنجليزية]     | أنثى  | 5 مارس 1871           | 14 يونيو 2000                       | 129 سنوات و101 أيام | البرازيل                            | [ 52 ]                          |
| جان كوسور                                | ذكر   | 3 مارس 1645           | 30 أبريل 1774                       | 129 سنوات 58 أيام   | فرنسا                               | [ 53 ]                          |
| ماري إوين                                | أنثى  | 5 مايو 1878           | 10 أبريل 2007                       | 128 سنوات و340 أيام | جامايكا                             | [ 54 ]                          |
| كروز هيرنانديز                           | أنثى  | 3 مايو 1878           | 8 مارس 2007                         | 128 سنوات و309 أيام | السلفادور                           | [ 52 ]                          |
| جوانا مازيبوكو                           | أنثى  | 11 مايو 1894          | 3 مارس 2023                         | 128 سنوات و296 أيام | جنوب إفريقيا                        | [ 55 ]                          |
| إيس جيبيليك                              | أنثى  | 1 يوليو 1894          | 28 مارس 2023                        | 128 سنوات و270 أيام | تركيا                               | [ 56 ] [ 57 ] [ 58 ]            |
| إليزابيث إسرائيل                         | أنثى  | 27 يناير 1875         | 14 أكتوبر 2003                      | 128 سنوات و260 أيام | دومينيكا                            | [ 52 ]                          |
| صفية أوجانج                              | أنثى  | 11 فبراير 1889        | 26 أكتوبر 2017                      | 128 سنوات و257 أيام | ماليزيا                             | [ 59 ]                          |
| نانا شاوفا                               | أنثى  | 15 يوليو 1890?        | 21 يناير 2019                       | 128 سنوات و190 أيام | روسيا                               | [ 60 ]                          |
| خوسيه روزاريو سيرانو أرينكاس             | ذكر   | 5 مارس 1881           | 24 أبريل 2009                       | 128 سنوات و50 أيام  | كولومبيا                            | [ 61 ]                          |
| سوامي كاليانديف [الإنجليزية]             | ذكر   | 21 يونيو 1876         | 14 يوليو 2004                       | 128 سنوات و23 أيام  | الهند                               | [ 52 ]                          |
| ويليام جونسون                            | ذكر   | 8 مايو 1881           | 15 مايو 2009                        | 128 سنوات و7 أيام   | الولايات المتحدة                    | [ 62 ]                          |
| خوسيه بولينو جوميز                       | ذكر   | 4 أغسطس 1895          | 28 يوليو 2023                       | 127 سنوات و358 أيام | البرازيل                            | [ 63 ] [ 64 ]                   |
| أجيبين تشاندرافاديا                      | أنثى  | 1 يناير 1891          | 13 ديسمبر 2018                      | 127 سنوات و346 أيام | الهند                               | [ 65 ] [ 66 ]                   |
| لوه مي تشن [الإنجليزية]                  | أنثى  | 9 يوليو 1885          | 9 يونيو 2013                        | 127 سنوات و335 أيام | سلالة تشينغ، الصين                  | [ 67 ] [ 68 ]                   |
| خوانا باوتيستا دي لا كانديلاريا رودريغيز | أنثى  | 2 فبراير 1885         | 24 ديسمبر 2012                      | 127 سنوات و326 أيام | كوبا                                | [ 69 ]                          |
| لوانغ بو شانت سيري                       | ذكر   | 10 أبريل 1849         | 23 فبراير 1977                      | 127 سنوات و319 أيام | تايلاند                             | [ 70 ] [ 71 ]                   |
| بينيسيا سوفرانت لاجير                    | أنثى  | 17 يناير 1893         | 1 نوفمبر 2020                       | 127 سنوات و289 أيام | هايتي                               | [ 72 ]                          |
| حليم سولماز                              | أنثى  | 1 يوليو 1884          | 29 مارس 2012                        | 127 سنوات و272 أيام | تركيا                               | [ 73 ]                          |
| تشينيلو دورا موزيلا                      | أنثى  | 4 مايو 1880           | 14 يناير 2008                       | 127 سنوات و255 أيام | جنوب إفريقيا                        | [ 74 ]                          |
| ليندرا بيسيرا لومبريراس [الإنجليزية]     | أنثى  | 31 أغسطس 1887         | 19 مارس 2015                        | 127 سنوات و200 أيام | المكسيك                             |                                 |
| تيان لونجيو 田龙玉                       | أنثى  | 9 يونيو 1893          | 28 سبتمبر 2020                      | 127 سنوات و111 أيام | سلالة تشينغ، الصين                  | [ 75 ] [ 76 ] [ 77 ]            |
| فرانسواز باسكال                          | أنثى  | 5 يناير 1895          | ازدهر 6 يناير 2022                  | 127 سنوات و1 يوم    | هايتي                               | [ 78 ]                          |
| عيدا الكرمي                              | أنثى  | 1 يناير 1890?         | ازدهر 19 ديسمبر 2016                | 126 سنوات و353 أيام | سوريا اليونان                       | [ 79 ]                          |
| جولي بابي                                | أنثى  | 5 أبريل 1893?         | 10 ديسمبر 2018                      | 125 سنوات و249 أيام | إيران                               | [ 80 ]                          |
| نيكولاس سافين [الإنجليزية]               | ذكر   | 17 أبريل 1768         | 29 نوفمبر 1894                      | 126 سنوات و226 أيام | روسيا                               | [ 81 ]                          |
| ماريا غونسالفيس دوس سانتوس               | أنثى  | 24 يونيو 1890         | 15 ديسمبر 2016                      | 126 سنوات و174 أيام | البرازيل                            | [ 82 ]                          |
| بينيتو مارتينيز أبروجان                  | ذكر   | 19 يونيو 1880         | 11 أكتوبر 2006                      | 126 سنوات و114 أيام | كوبا                                | [ 52 ]                          |
| مارغريتا لاكسي                           | أنثى  | 30 مارس 1878          | 27 مايو 2004                        | 126 سنوات و58 أيام  | الأرجنتين                           | [ 83 ] [ 84 ] [ 85 ]            |
| جاكسون بولارد                            | ذكر   | 25 ديسمبر 1869        | 7 سبتمبر 1995                       | 125 سنوات و304 أيام | الولايات المتحدة                    | [ 52 ]                          |
| نوري أوزتونك                             | ذكر   | 1 يوليو 1885          | 6 مارس 2011                         | 125 سنوات و248 أيام | تركيا                               | [ 86 ]                          |
| خوان راموس                               | ذكر   | 24 يونيو 1880         | 24 يناير 2006                       | 125 سنوات و214 أيام | الولايات المتحدة                    | [ 52 ]                          |
| أبيريوا جريس                             | أنثى  | 16 أغسطس 1878         | 18 يناير 2004                       | 125 سنوات و155 أيام | غانا                                | [ 52 ]                          |
| معصومة صانعي طرقي                        | أنثى  | 23 سبتمبر 1898        | 6 فبراير 2024                       | 125 سنوات و136 أيام | العراق                              | [ 87 ]                          |
| آنا فيسر                                 | أنثى  | 25 ديسمبر 1878        | 8 يناير 2004                        | 125 سنوات و14 أيام  | نامبيا                              | [ 52 ]                          |
| لو زيمي 吕紫梅                           | أنثى  | 8 أغسطس 1888          | ازدهر 4 يوليو 2013                  | 124 سنوات و330 أيام | سلالة تشينغ، الصين الولايات المتحدة | [ 88 ] [ 89 ]                   |
| ماريا إيتلفينا دوس سانتوس                | أنثى  | 15 يوليو 1878         | 8 مارس 2003                         | 124 سنوات و236 أيام | البرازيل                            | [ 52 ]                          |
| هو يي مي                                 | أنثى  | 10 فبراير 1885        | 24 أغسطس 2009                       | 124 سنوات و195 أيام | تايوان                              | [ 90 ]                          |
| مريم عماش                                | أنثى  | 1 يوليو 1888          | 22 ديسمبر 2012                      | 124 سنوات و174 أيام | فلسطين                              | [ 91 ] [ 92 ] [ 93 ]            |
| سوكورو ميدرانو جيفارا                    | أنثى  | 17 يونيو 1894         | 13 سبتمبر 2018                      | 124 سنوات و88 أيام  | المكسيك                             | [ 94 ]                          |
| فرانسيسكا سوسانو                         | أنثى  | 11 سبتمبر 1897        | 22 نوفمبر 2021                      | 124 سنوات و72 أيام  | الفلبين                             | [ 95 ] [ 96 ]                   |
| أرماندو فريد                             | ذكر   | 24 مايو 1866          | 28 يوليو 1990                       | 124 سنوات و65 أيام  | الأرجنتين                           | [ 52 ] [ 97 ]                   |
| ماريا فيريسيمو دي ماتوس                  | أنثى  | 5 يونيو 1888          | 17 يونيو 2012                       | 124 سنوات و12 أيام  | البرازيل                            | [ 98 ] [ 99 ]                   |
| شير علي ميا                              | ذكر   | 17 يوليو 1894         | ازدهر 10 يوليو 2018                 | 123 سنوات و358 أيام | بنغلاديش                            | [ 100 ]                         |
| آنا مارتينا دا سيلفا                     | أنثى  | 25 أغسطس 1880         | 27 يوليو 2004                       | 123 سنوات و337 أيام | البرازيل                            | [ 52 ]                          |
| كارميلو فلوريس لورا                      | ذكر   | 16 يوليو 1890         | 9 يونيو 2014                        | 123 سنوات و328 أيام | بوليفيا                             | [ 101 ]                         |
| ديوليندا سواريس رودريغيز                 | أنثى  | 24 يونيو 1898         | 1 مايو 2022                         | 123 سنوات و311 أيام | البرازيل                            | [ 102 ]                         |
| خوانا تشوكس ياك                          | أنثى  | 29 نوفمبر 1893        | 27 سبتمبر 2017                      | 123 سنوات و302 أيام | غواتيمالا                           | [ 103 ] [ 104 ] [ 105 ] [ 106 ] |
| آرثر ريد                                 | ذكر   | 28 يونيو 1860         | 15 أبريل 1984                       | 123 سنوات و292 أيام | الولايات المتحدة                    | [ 52 ]                          |
| تنزيليا بيسمبييفا                        | أنثى  | 14 مارس 1896          | 25 أكتوبر 2019                      | 123 سنوات 225 أيام  | روسيا                               | [ 107 ] [ 108 ]                 |
| داو ميا كيي                              | أنثى  | 9 أكتوبر 1892         | ازدهر 17 مايو 2016                  | 123 سنوات و221 أيام | ميانمار                             | [ 109 ] [ 110 ] [ 111 ] [ 112 ] |
| هافا ريكسا                               | أنثى  | 14 أغسطس 1880         | 8 نوفمبر 2003                       | 123 سنوات و86 أيام  | ألبانيا                             | [ 52 ]                          |
| أباز إيلييف                              | ذكر   | 1 مارس 1896           | 10 مايو 2019                        | 123 سنوات و70 أيام  | روسيا                               | [ 113 ]                         |
| نجوين ثو ترو                             | أنثى  | 4 مايو 1893           | 12 يوليو 2016                       | 123 سنوات و69 أيام  | فيتنام                              | [ 114 ] [ 115 ]                 |
| لي فنغ فانغ                              | ذكر   | 5 أغسطس 1878          | 8 أكتوبر 2001                       | 123 سنوات و64 أيام  | سلالة تشينغ، الصين الولايات المتحدة | [ 88 ]                          |
| توروبو أيمايتي 图如普·艾麦提             | ذكر   | 5 فبراير 1892         | ازدهر 26 فبراير 2015                | 123 سنوات و21 أيام  | سلالة تشينغ، الصين                  | [ 116 ] [ 117 ]                 |
| لايف لارسلاتر                            | أنثى  | 6 أغسطس 1575          | 9 يوليو 1698                        | 122 سنوات و337 أيام | الدنمارك                            | [ 118 ]                         |
| شكرت علييفا                              | أنثى  | 1 يناير 1887          | 1 ديسمبر 2009                       | 122 سنوات و334 أيام | البرازيل                            | [ 119 ]                         |
| تابوت أوبيريا                            | أنثى  | 1 ديسمبر 1883         | 18 أكتوبر 2006                      | 122 سنوات و321 أيام | الولايات المتحدة                    | [ 52 ]                          |
| سودهاكار تشاتورفيدي                      | ذكر   | 20 أبريل 1897         | 27 فبراير 2020                      | 122 سنوات و313 أيام | الهند                               | [ 120 ] [ 121 ]                 |
| نحميا ندور                               | ذكر   | 25 فبراير 1890        | 10 ديسمبر 2012                      | 122 سنوات و289 أيام | نيجيريا                             | [ 122 ]                         |
| دورا جاكوبس                              | أنثى  | 6 مايو 1880           | 19 يناير 2003                       | 122 سنوات و258 أيام | جنوب إفريقيا                        | [ 52 ]                          |
| مامي إيفانز                              | أنثى  | 2 يوليو 1872          | 15 يناير 1995                       | 122 سنوات و197 أيام | الولايات المتحدة                    | [ 52 ]                          |
| لين شيمو 林蛇母                          | أنثى  | 18 يونيو 1902         | 1 يناير 2025                        | 122 سنوات و197 أيام | سلالة تشينغ، الصين                  | [ 123 ]                         |
| ديفيد بيترسون                            | ذكر   | 22 نوفمبر 1850        | 31 مايو 1973                        | 122 سنوات و190 أيام | الولايات المتحدة                    | [ 52 ]                          |
| سارة هوفر                                | أنثى  | 25 يونيو 1874         | 15 ديسمبر 1996                      | 122 سنوات و173 أيام | الولايات المتحدة                    | [ 52 ]                          |
| سلمى عبد القادر                          | أنثى  | 1 يوليو 1897          | 18 ديسمبر 2019                      | 122 سنوات و170 أيام | سوريا                               | [ 124 ]                         |

## وصلات خارجية
- كتب عن التحول الديموغرافي ومطالبات طول العمر في معهد ماكس بلانك للأبحاث الديموغرافية (بالإنجليزية)
- مجموعة أبحاث الشيخوخة (بالإنجليزية)